# Aidos
En la mitología griega Aidos o Edos (en griego antiguo: Αἰδώς; Pudicitia y Pudor en latín) era una diosa y personificación femenina que representa la vergüenza, el pudor, la modestia, el respeto o la humildad. Aparece especialmente en las tragedias o poemas didácticos, en donde representaba el sentimiento de la dignidad humana, la muestra de reverencia o la vergüenza que reprime a los hombres de lo inapropiado. También abarca la emoción que una persona pudiente o adinerada puede sentir en la presencia de los pobres o de la pobreza, en la cual esa desigualdad material, sin importar si es una cuestión más de suerte que de mérito, es de todas formas al final inmerecido. El concepto de Aidos es complejo y en la filología clásica es aún controvertido. Mientras para la mayoría de las deidades griegas, existen descripciones extensas de sus atributos, Aidos era una verdad que debía ser encontrada en su búsqueda, similar a la búsqueda del concepto del Asha en el zoroastrismo.

## Mitología
Según Píndaro era hija de Prometeo y en los Diálogos a Protagoras de Platón se dice que fue enviada por Zeus junto con Diké (el sentimiento de justicia) debido a que este se compadeció del caos autodestructivo en el que vivía el hombre tras haber recibido el fuego de Prometeo. Hesíodo por su parte cuenta que será, junto con Némesis (con la que parece haber estado estrechamente vinculada y de la cual era compañera), la última diosa en abandonar la tierra y regresar al Olimpo cuando la quinta edad esté por terminar en un baño de sangre e inmoralidad. Séneca dice que el Pudor vive a orillas de las aguas y los tejos del Cocito, junto con el Sueño, el Hambre, el Miedo, el Pavor, el Dolor, el Luto, los Morbos, la Guerra y la Senectud; pero este episodio no hace más que reflejar al mito de Esperanza de Pandora.
También hay referencias a ella en varias obras griegas tempranas, como el Prometeo encadenado de Esquilo, la Ifigenia en Áulide de Eurípides, y el Edipo Rey de Sófocles. Se le consideraba una deidad física, y como tal, tenía un altar cerca del antiguo templo de Atenea en la Acrópolis de Atenas, en Esparta había un antiguo icario con su imagen sagrada y dos santuarios en Roma fueron dedicadas a ella. Aidos en su personificación como diosa era cercana a la representación y adoración de otras diosas como la Sobriedad o la Piedad. Los atenienses, que son muy devotos, tienen imágenes dedicadas al Pudor, la Fama y el Empeño.
Walter F. Otto en su libro Teofanía se refiere a Aidós como “El recato sagrado frente a lo intocable, la delicadeza del corazón y del espíritu, la consideración, el respeto… Son el hechizo de una forma divina que es dos cosas en una: lo venerable y lo que venera, lo puro y el sagrado recato frente a lo puro. Pero de ninguna manera se revela tan solo en la vida, sino igualmente en la naturaleza. El sagrado silencio y la pureza de la naturaleza no tocada por la mano del hombre dan testimonio de ella. En el Hipólito de Eurípides… «En la vega intocada, donde el pastor no se atreve a apacentar el rebaño, donde nunca irrumpió el  hierro filoso, por donde sólo pasa la abeja en su vuelo primaveral: aquí reina Aidós vertiendo el rocío del elemento puro.» Aidós es todo un mundo, que abarca en el espíritu divino, todo lo vivo y elemental, lo «emanado de pureza» (Hölderlin), lo sagrado y el recato ante ello, todo en uno; es ser completo y perfecto en sí mismo.” 

## Aischyne
Relacionada con Aidos está Aischyne (Αἰσχύνη) que parece ser acaso otra forma de Aidos, y que pudiera ser entendida como honor, pudor o sentido de la vergüenza.